# Quirpa de tres mujeres
Quirpa de tres mujeres es una telenovela venezolana, producida y transmitida por la cadena Venevisión en el año 1996. 
Protagonizada por Fedra López, Danilo Santos, Gabriela Spanic, Daniel Lugo, Mónica Rubio, Juan Carlos Vivas y las participaciones antagónicas de Milena Santander, Elluz Peraza y Julio Alcázar, cuenta con las participaciones especiales de Hilda Abrahamz y Daniel Alvarado. 
Esta es la segunda versión de la telenovela venezolana Las amazonas, producida también por Venevisión en el año 1985.

## Argumento
Esta es una historia de traición y pasión. La traición tuvo lugar a manos de Vicente Echeverría, que le robó las tierras y la esposa a Gonzalo Landaeta, haciendo que este muriese de pena. La pasión nacerá en el corazón de sus tres hermosas hijas, Manuela, Emiliana y Camila, que tendrán que luchar contra su padre hasta el final. 
Manuela Echeverría, a punto de casarse con Ezequiel Orellana, sufre un gran cambio en su vida cuando conoce a Rodrigo Uzcátegui, un hombre increíblemente tierno y que a la vez le provoca una gran confusión.
Por su parte, Emiliana Echeverría se debate entre el amor por un hombre y el respeto a su padre cuando se enamora de Juan Cristóbal Landaeta, un hombre mayor que ella y hermano de Gonzalo Landaeta, el peor enemigo de su padre.
Finalmente, Camila Echeverría desafía a su padre por enamorarse de Darío Guanipa, su gran amigo de la infancia, a quien Vicente considera un simple campesino que trabaja sus tierras. 
Estas tres mujeres inolvidables estarán atrapadas entre el amor y la traición y deberán luchar por sus sentimientos contra todos los obstáculos.

## Reparto
- Fedra López como Manuela de la Caridad Echeverría Aranguren
- Danilo Santos como Rodrigo Uzcátegui
- Gabriela Spanic como Emiliana Echeverría Aranguren
- Julio Alcázar como Vicente Echeverría Olmos
- Daniel Lugo como Juan Cristóbal Landaeta
- Mónica Rubio como Camila Echeverría Aranguren
- Juan Carlos Vivas como Darío José Guanipa
- Henry Galué como Ezequiel Orellana
- Milena Santander como Evangelina Salazar de Echeverría
- Eva Moreno como Mercedes Landaeta
- Cristina Reyes como Betania Rangel
- Rita de Gois como Alma
- Javier Paredes como José María Carrasquel
- José Luis Zuleta como Lorenzo Real
- Kalena Díaz como Marlene
- Yolanda Muñoz como Plácida Guanipa
- Zoe Bolívar como Rada
- Ivette Domínguez como Tibisay
- Elluz Peraza como Consuelo Arteaga
- Luis Gerardo Núñez como Santiago Bermúdez
- Carmen Francia como Irama
- Gustavo Camacho como Pablo
- Gaspar González como Victoriano
- Reina Hinojosa como Amelia
- Alba Vallvé como Nathaly
- Raúl Medina como Chicho
- Devorah
- Julio Vernal
- Ramón Hinojosa como Santos Ortiz
- José Zambrano como Padre
- Orlando Casin
- Ricardo Hernández como Juan Ignacio Izaguirre
- Miguel Ángel Pérez como Martínez
- Carlos Antonio León como Manny

Niños
- Sofía Díaz como Daniela Uzcátegui
- Duly Garaterol como Isabela Uzcátegui
- José Rafael Giménez como Gabriel Orellana

Participación Especial
- Hilda Abrahamz como Manuela Aranguren de Landaeta/Manuela Aranguren de Echeverría
- Daniel Alvarado como Gonzalo Landaeta

## Producción
- Original: César Miguel Rondón
- Escrita: Ricardo García
- Dirección general: Carlos Izquierdo
- Dirección de fotografía: Juan Andrés Valladares
- Dirección de arte: Adriana Vicentelli
- Producción: Laura Rodríguez
- Producción ejecutiva: Alicia Ávila
- Gerente de dramáticos: Arquímides Rivero
- Editor: Javier López
- 2.º Editor: Alfredo González
- Productor de exteriores: Ángel Boscán
- Director de producción: César Miguel Rondón
- Tema musical: La alazana (si bebieras de mi amor)
- Intérprete: Viviana Gibelli
- Musicalización: Luis Román

## Versiones
- La primera versión es la telenovela venezolana Las Amazonas, producida por Venevisión en el año (1985), bajo la dirección de César Miguel Rondón y que contó con las actuaciones de Hilda Carrero, Corina Azopardo, Alba Roversi y Eduardo Serrano.
- Niña amada mía producida por Televisa en (2003) y protagonizada por Karyme Lozano y Sergio Goyri entre otros.
- Las bandidas producida en (2013) y protagonizada por Ana Lucía Domínguez y Marco Méndez entre otros.
- Las amazonas es una telenovela mexicana producida por Salvador Mejía Alejandre, para Televisa en (2016).[1][2]